# Гільєрмо Горостіса
Гільєрмо Горостіса (ісп. Guillermo Gorostiza; 15 лютого 1909, Сантурці — 23 серпня 1966, Більбао) — іспанський футболіст, що грав на позиції нападника.
Виступав, зокрема, за клуби «Атлетик» та «Валенсія», а також національну збірну Іспанії.
Шестиразовий чемпіон Іспанії. П'ятиразовий володар Кубка Іспанії з футболу.

## Клубна кар'єра
У дорослому футболі дебютував 1927 року виступами за команду клубу «Аренас» (Гечо), в якій провів один сезон. Виступав на позиції лівого крайнього нападника.
Протягом 1928—1929 років захищав кольори команди клубу «Расінг».
Своєю грою за останню команду привернув увагу представників тренерського штабу клубу «Атлетик», до складу якого приєднався 1929 року. Відіграв за клуб з Більбао наступні вісім сезонів своєї ігрової кар'єри. У складі «Атлетика» був одним з головних бомбардирів команди. Двічі здобівав трофей Пічічі — нагороду найрезультативнішому гравцеві чемпіонату Іспанії (1930, 1932).
1940 року уклав контракт з клубом «Валенсія», у складі якого провів наступні шість років своєї кар'єри гравця. В новому клубі був серед найкращих голеодорів, відзначаючись забитим голом в середньому у двох з трьох ігор чемпіонату. За цей час двічі виборював титул чемпіона Іспанії.
Згодом з 1946 по 1949 рік грав у складі команд клубів «Баракальдо» та «Логроньєс».
Завершив ігрову кар'єру у нижчоліговому клубі «Увенсія де Трубія», за команду якого виступав протягом 1949—1951 років.
Помер 23 серпня 1966 року на 58-му році життя у місті Більбао.

## Виступи за збірні
1930 року дебютував в офіційних матчах у складі національної збірної Іспанії. Протягом кар'єри у національній команді, яка тривала 12 років, провів у формі головної команди країни лише 19 матчів, забивши 2 голи.
У складі збірної був учасником чемпіонату світу 1934 року в Італії.
Основний гравець збірної Країни Басків — команди, яка в 1937 році провела низку товариських матчів у Європі та Америці. Отримані кошти направлялися на допомогу республіканському урядові Іспанії. Єдиний гравець того складу, який по завершенні європейської частини турне, повернувся до франкістської Іспанії.

## Титули і досягнення

### Командні
- Чемпіон Іспанії (6):

«Атлетик»: 1929–30, 1930–31, 1933–34, 1935–36
«Валенсія»: 1941–42, 1943–44
- Володар Кубка Іспанії з футболу (5):

«Атлетик»: 1930, 1931, 1932, 1933
«Валенсія»: 1941

### Особисті
- Найкращий бомбардир іспанської Прімери (2):

«Атлетик»: 1929–30, 1931–32

## Джерело
- Princeton.edu
- Профіль на сайті FanNet.org